# François-Honoré-Georges Jacob-Desmalter
Pour les articles homonymes, voir Jacob (homonymie) et Desmalter.

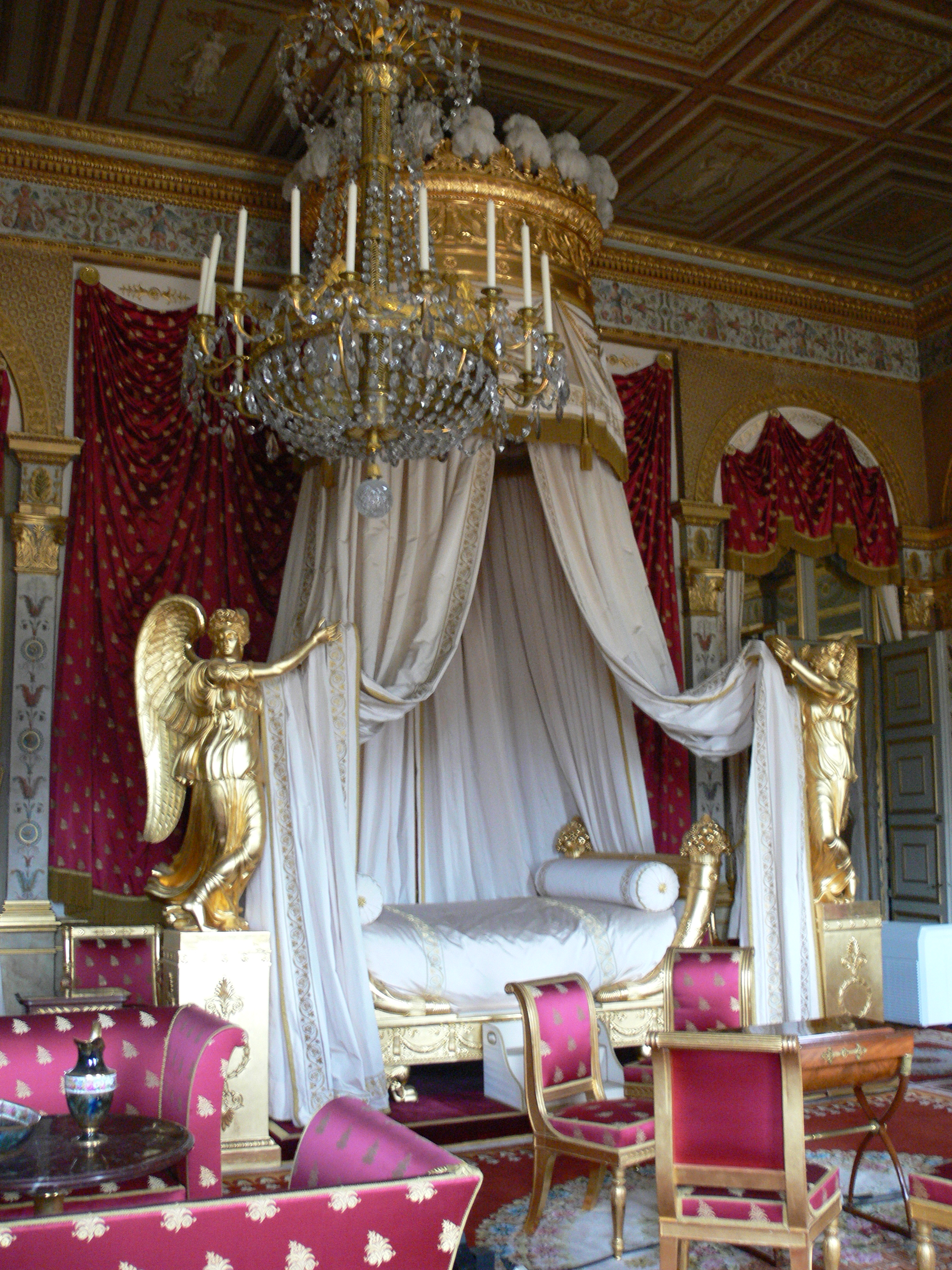
Chambre de l'impératrice Marie-Louise au château de Compiègne, 1811.

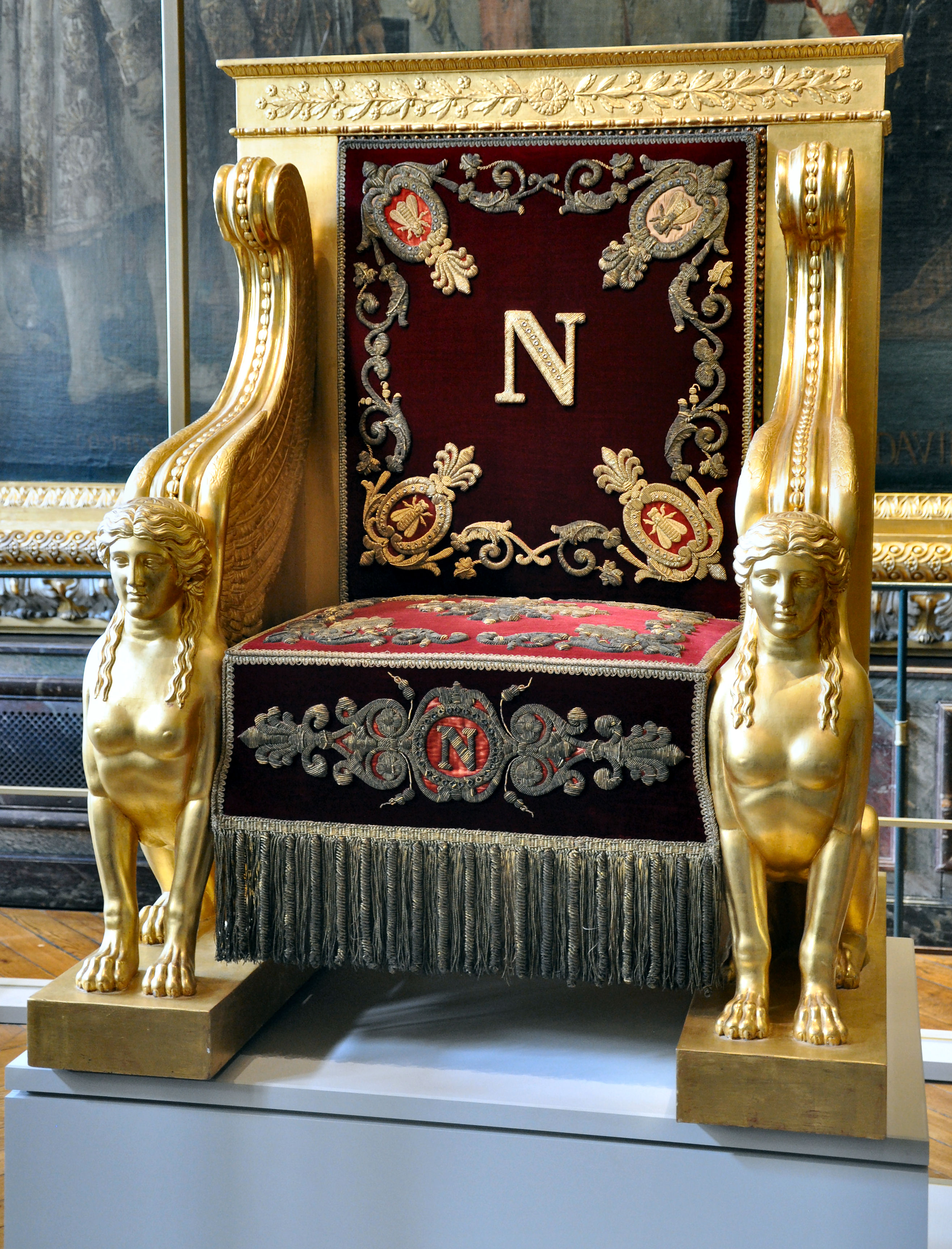
Trône de Napoléon Ier pour le Sénat français.

François-Honoré-Georges Jacob-Desmalter (6 février 1770 - 15 août 1841) est un ébéniste parisien incontournable entre 1796 et 1825.

## Biographie
Fils cadet de Georges Jacob, l'un des plus grands menuisiers en sièges de l'Ancien Régime, dont l'atelier parisien eut un rayonnement européen, François-Honoré-Georges Jacob-Desmalter fut actif depuis la fin du XVIIIe siècle jusqu'en 1825 au sein de trois sociétés successives.
Il ajoute à son état civil le suffixe Desmalter au nom de Jacob, du nom de la terre des Malterres que la famille Jacob possède à Cheny en Bourgogne.
En association avec son frère aîné Georges Jacob Fils il crée en 1796 la société Jacob Frères, active de 1796 à 1803, et dont l'estampille sur deux lignes est : "JACOB·FRERES/RUE MESLEE". À la mort de Georges Jacob Fils, il fonde en association avec son père Georges Jacob la société Jacob-Desmalter & Cie, 77 rue Meslée, qui fait faillite en 1813, et dont l'estampille sur deux lignes, se lit "JACOB·D·/RUE·MESLEE" . Il poursuit son activité dans le cadre d'une troisième société, de 1813 à 1825, période pendant laquelle les meubles sortis de l'atelier sont signés "·IACOB", qui correspond au réemploi du fer de son père, dont on a supprimé la lettre G. En 1825, il cédera sa société à son fils, George-Alphonse Jacob-Desmalter.

De même que son père avait bénéficié des commandes de la famille royale sous l'Ancien Régime, les frères Jacob, puis Jacob-Desmalter, seront les principaux fournisseurs de la famille Bonaparte sous le Consulat, puis des palais impériaux sous l'Empire.
Les frères Jacob, puis Jacob Desmalter, réalisent un mobilier qui comprend désormais, non seulement des sièges mais également des meubles d'ébénisterie, principalement selon les dessins des ornemanistes Percier et Fontaine principaux architectes et décorateurs de la période napoléonienne. Les premières années du XIXe siècle sont marquées par le triomphe du néoclassicisme et le retour à des lignes inspirées de l'Antiquité gréco-romaine, au terme d'un mouvement initié dans les années 1760.
La production de Jacob Desmalter se caractérise par une grande qualité du dessin, des lignes épurées, une très grande qualité d'exécution, l'emploi de bronzes dorés ciselés, réalisés par de grands bronziers comme Pierre-Philippe Thomire, l'emploi de l'acajou, avec des inclusions d'ébène ou d'étain, mais également du bois doré et du bois laqué.
La liste des meubles livrés par Jacob Desmalter serait trop longue à établir : notons qu'il livre pour le couple consulaire du mobilier pour l'Hôtel de la rue de la Victoire, pour le château de Malmaison, puis participe à l'ameublement de tous les palais impériaux vidés par la Révolution : Saint-Cloud, Compiègne, Fontainebleau, Meudon, Rambouillet, le Palais des Tuileries, dont le précieux cabinet à bijoux de l'impératrice Marie-Louise, d'après les dessins de Percier et Fontaine. On leur doit le salon d'argent, au palais de l'Élysée, le berceau du Roi de Rome, etc.
Très dépendant des commandes impériales, leur atelier qui emploie plus de trois cents ouvriers, fait faillite en 1813 quand les finances du Premier Empire ne permettent plus d'honorer ses créanciers. Jacob-Desmalter, parvient cependant à relever son entreprise, les commandes reviennent en 1815, l'activité se poursuit sous la Restauration. Son fils, Georges Alphonse (1799-1870), lui succède en 1825.
Il est inhumé au cimetière du Père-Lachaise (15e division).

## Les estampilles utilisées par François-Honoré-Georges Jacob-Desmalter
- JACOB·FRERES/RUE MESLEE (sur deux lignes), est l'estampille utilisée de 1796 à 1803, par les frères Georges II Jacob (1768-1803) et François Honoré Georges Jacob-Desmalter (1770-1841) (Société Jacob Frères).
- JACOB·D/R.MESLEE (sur deux lignes), est l'estampille utilisée de 1803 à 1813, par Georges Jacob (1735-1814) et son fils François-Honoré-Georges Jacob-Desmalter (1770-1841) (Société Jacob Desmalter).
- ·IACOB, est l'estampille utilisée de 1813 à 1825, par François-Honoré-Georges Jacob-Desmalter (1770-1841) (C'est l'estampille de son père, Georges Jacob, mais modifiée, sans la lettre G, et sans la fleur de lys).

|                                                    |                                                       |                                                                       |
| Estampille Jacob Frères Rue Meslée de 1796 à 1803. | Estampille Jacob Desmalter Rue Meslée de 1803 à 1813. | Estampille de François Honoré Georges Jacob-Desmalter de 1813 à 1825. |